# Puntius aurotaeniatus
Puntius aurotaeniatus är en fiskart som först beskrevs av Tirant, 1885.  Puntius aurotaeniatus ingår i släktet Puntius och familjen karpfiskar. IUCN kategoriserar arten globalt som livskraftig. Inga underarter finns listade i Catalogue of Life.